# Erdei testvérek
Az erdei testvérek  (észtül: metsavennad, lettül: mežabrāļi, litvánul: miško broliai) a második világháború alatt és azt követően a balti országok függetlenségéért küzdő partizánok elnevezése.

## Létrejötte
Észtországban 1944 szeptemberében jött létre az erdei testvérek mozgalma, amikor Hitler parancsot adott Észtország kiürítésére. A 20. (1. észt) Waffen-SS-hadosztály állományának jelentős része nem akarta elhagyni hazáját, és engedélyt kapott, hogy Észtországban maradva partizánharcot folytasson.
Lettországban Németország kapitulációját követően a Kurlandi katlanban bekerített Wehrmacht-erők 15. (1. lett) és 19. (2. lett) Waffen-SS-hadosztályában szolgáló lett katonák jelentős része és kisebb számban más német egységek katonái a szovjet fogság helyett az illegalitást választották, és felvették a fegyveres harcot a szovjet megszállás ellen.
Litvániában északi sorstársaiktól eltérően a németek nem tudtak litván Waffen-SS-egységet létrehozni. A helyi rendfenntartásra (a szovjet partizánok elleni harcra) egy nagyon gyengén felszerelt, de viszonylag nagy létszámú litván területi védelmi erőt hoztak létre. Ennek vezetője M. Pečiulionis tábornok volt. A szervezet és a német hadsereg közötti súrlódások azonban oda vezettek, hogy  M. Pečiulionis tábornokot és a területvédelmi erők legfelső parancsnokságának tagjait 1944. május 15-én a németek letartóztatták, és a salaspilsi koncentrációs táborba zárták. A litván területvédelmi erők állományának nagyjából fele illegalitásba vonult, és egészen 1953-ig folytatta harcát a mindenkori megszállók ellen.